# چاک‌بر

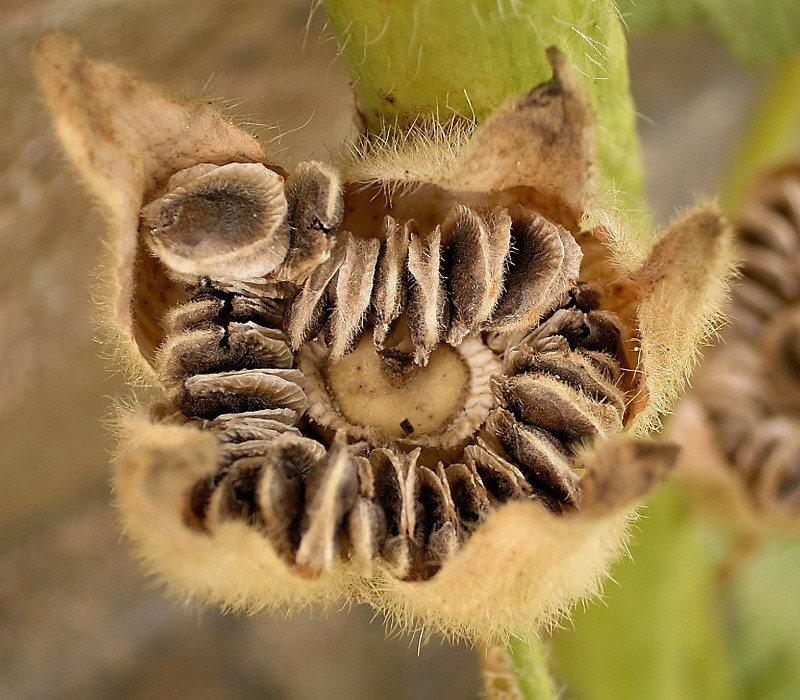
گل ختمی

میوه خشک که در بلوغ، به میوه‌های شکفته تک‌هسته تقسیم می‌شود را چاک‌بَر یا جداهسته می‌گوبند.
به عبارتی، چاک‌بر نوعی میوهٔ خشک، حاصل از دو یا چند برچهٔ یک‌دانه‌ای است که پس از رسیدن به واحدهای یک‌دانه‌ای تقسیم می‌شود.
هر واحد یک‌دانه‌ای یک چاک‌بَر را پاربَر می‌گویند. پاربرها گاه ناشکفته هستند (مانند هویج و پنیرک‌ها)، و گاه شکفته.